# Dictionnaire administratif et historique des rues de Paris et de ses monuments
Le Dictionnaire administratif et historique des rues de Paris et de ses monuments est un guide alphabétique dont la première édition est imprimée en 1844.

## Description
L'ouvrage répertorie de manière exhaustive les voies publiques de Paris ainsi qu'un grand nombre de monuments et lieux-dits. Ses auteurs, Félix Lazare (1815-1894), sous-chef, secrétaire rédacteur de la commission des alignements, et Louis Lazare (1811-1880), attaché aux archives de la ville, sont des employés de la préfecture de la Seine à l'époque du préfet Rambuteau, auxquels ils en dédient l'ouvrage.
Le dictionnaire donne un état précis du tissu urbain parisien, juste avant les travaux d'Haussmann. Le but de l'ouvrage est d'abord de fournir une référence sur les actes officiels promulgués par les régimes successifs, qui définissent le statut légal et les caractéristiques des voies parisiennes : voies officielles ou tracées sans autorisation, largeur, alignement, etc. Il consacre aussi de longs développements pour des sujets de fond comme l'historique de l'administration parisienne ou plus anecdotiques sur les différents quartiers, monuments et rues de Paris.

## Éditions
- [1844, 1re édition] Félix Lazare et Louis Lazare, Dictionnaire administratif  et historique des rues de Paris et de ses monuments, Paris, F. Lazare, 1844-1849, VIII-702 et 24 p., 28 cm (OCLC 2943749, BNF 32357628, SUDOC 017935881, présentation en ligne, lire en ligne), inclut un supplément pour la période allant du 1er septembre 1844 au 1er avril 1849.
- [1855, 2e édition] Félix Lazare et Louis Lazare, Dictionnaire administratif et historique des rues de Paris et de ses monuments, Paris, Revue municipale, 1855, 2e éd., 796 p., 30 cm (OCLC 459493021, BNF 30757704, SUDOC 024674451, présentation en ligne, lire en ligne).
- [1879, 3e édition] Félix Lazare et Louis Lazare (lettres « A » à « BAC » (seul tome paru)), Dictionnaire administratif et historique des rues de Paris et de ses monuments, vol. 1, Paris, Courrier municipal, 1879, 176 p., in-4 (BNF 34108601, lire en ligne).
- [1994, fac-similé de la 2e édition] Félix Lazare, Louis Lazare et Michel Fleury (introduction) (reproduction de la 2e édition avec introduction critique), Dictionnaire administratif et historique des rues de Paris et de ses monuments, Paris, Maisonneuve et Larose, coll. « Mémoires de France », 1994, XIX-796 p., 31 cm (ISBN 2-7068-1098-X et 978-2-7068-1098-5, OCLC 416331492, BNF 35700375, SUDOC 00329580X, présentation en ligne).